# ESA – European Schools for Higher Education in Administration and Management
Die ESA – European Schools for Higher Education in Administration and Management ist ein internationales Bildungsnetzwerk. Die ESA wurde 1964 gegründet und hat ihren Sitz in Wien.
Sie vereint über 40 europäische Bildungsinstitutionen, die sich der Entwicklung und Durchführung von zukunftsweisenden, wirtschaftsorientierten Bildungsprogrammen im beruflichen und akademischen Sektor widmen.
Die ESA ist eine Non-Profit-Organisation.

## Geschichte der ESA
Die ESA wurde gegründet:
- 1964 in Genf
- als eine internationale Vereinigung privater Bildungseinrichtungen
- für die Ausbildung im internationalen Sekretariats- und Assistenzbereich mit der Zugangsvoraussetzung Hochschulreife.

Zur Gründungszeit trug die ESA den Namen ESA – Europa-Sekretärinnen-Akademie.
Als erster internationaler Abschluss wurde das Diplom der Europa-Sekretärin – ESA verliehen.
Seither entwickelt die ESA fortlaufend transnationale Curricula und Bildungsstandards für unterschiedliche Ausbildungsprogramme. Sie konzentriert sich dabei auf die Vermittlung von wirtschaftsbezogenen, fremdsprachlichen und persönlichkeitsbildenden Kompetenzen.
Anfang der 1980er Jahre wurde ein Modulsystem eingeführt und die seit Beginn bestehende einheitliche europäische Prüfungsordnung, deren Einhaltung durch internationale Prüfungsgremien sichergestellt wird, weiterentwickelt.
Im Folgenden führte die ESA ein Punktesystem zur Leistungsbewertung ein, um eine internationale Vergleichbarkeit der ESA-Abschlüsse zu ermöglichen. Im Zuge des Bologna-Prozesses erfolgte eine Angleichung an das European Credit Transfer System.
1998 wurde die ESA – Europa-Sekretärinnen-Akademie in ESA – European Schools for Higher Education in Administration and Management umbenannt, um den als Folge eines sich ständig wandelnden europäischen Arbeitsmarktes geänderten und weiter gefassten Ausbildungsinhalten Rechnung zu tragen.
Im Zuge der Bologna-Reform bieten ESA-Schulen in Kooperation mit ihren internationalen Partnern die Möglichkeit eines international anerkannten Bachelor-Abschlusses an.

## Ziele
Die Ziele der ESA sind
- die Entwicklung und Durchführung von international anerkannten Wirtschafts- und Managementqualifikationen,
- die Vorbereitung von Studenten auf die Anforderungen des internationalen Arbeitsmarktes an kompetente Mitarbeiter in Administration und Verwaltung,
- die Intensivierung der Zusammenarbeit zwischen internationalen Bildungsinstitutionen mit Fokus auf höheren und weiterführenden Wirtschafts- und Managementausbildungen,
- die Förderung und Unterstützung transnationaler Programme und Projekte.

## Struktur
Die ESA-Organisation wird von einem gewählten Vorstand, der aus einem Präsidenten, zwei Vizepräsidenten, einem Schatzmeister und einem Generalsekretär besteht, geleitet und nach außen vertreten.
Die einzelnen Mitgliedsländer werden durch Länderrepräsentanten vertreten. Für Deutschland wurde eine eigene Landesgeschäftsstelle etabliert.

## Mitglieder
ESA ist ein Netzwerk von Bildungsinstitutionen aus ganz Europa. Zu den Mitgliedsländern zählen:
- Deutschland
- Frankreich
- Großbritannien
- Niederlande
- Österreich
- Schweiz
- Tschechische Republik
- Ungarn

## Bildungsprogramme
Die ESA bietet Bildungsgänge mit den folgenden Schwerpunkten an:
- Office Management
- Event Management
- Tourismus
- Marketing
- Business Administration
- Business Management

## Kooperationspartner
ESA ist Kooperationspartner der folgenden Institutionen:
- European Association of Institutions in Higher Education (EURASHE)
- European Management Academy (EMA)
- European Management Assistants (EUMA)
- Network for the development of Business education programmes (BUSINET)
- Bundesverband Sekretariat und Büromanagement (bSb)